# Нововінницьке
Новові́нницьке (рос. Нововинницкое) — селище у складі Адамовського району Оренбурзької області, Росія.

## Населення
Населення — 260 осіб (2010; 384 у 2002).
Національний склад (станом на 2002 рік):
- росіяни — 42 %
- казахи — 38 %